# BuZz
BuZz was een Nederlands radioprogramma van de NCRV dat op zondagen werd uitgezonden op 3FM tussen 18.00 en 20.00 uur. De presentatie was van 2001 tot 16 april 2006 in handen van Marc de Hond. Hij werd in de uitzending geassisteerd door 'sidekick' Edo Berger. Ze hadden elke uitzending gasten. Het was een programma dat zich qua muziek en onderwerpen op jongeren richtte, en jongeren van de middelbareschoolleeftijd in het bijzonder. Vanaf 23 april 2006 werd Buzz gepresenteerd door ex-MTV-presentatrice Barbara Karel. Op 14 mei 2006 ging het over in een nieuw radioprogramma: Bring It On!
BuZz begon in 1999 en kwam voort uit het programma Paperclip. Tot 2000 was het een dagelijks programma op 3FM (destijds Radio 3). Het werd eerder gepresenteerd door achtereenvolgens Heidi Iepema, Steef Cuijpers en Merel Uffing. Van 2001-2003 bestond er ook enkele malen per week een nachtvariant: NachtBuZz. Bij BuZz werden jonge radiomakers opgeleid: Astrid de Jong (bekend van Ruuddewild.nl, BNN United, Nachtzuster en Wout), Bart Meijer (bekend van Het Klokhuis), Jasper Smit (van Olaf en Jasper, Q-Musical), Luuk Ikink (RTL Boulevard) en Willemijn Veenhoven (onder andere BNN United, De Nieuws BV) begonnen ooit op de redactie van BuZz.

## Programma-inhoud

### De BuZz Award
Voor muziek ontwikkelden de BuZzers de speciale website OngekendTalent, waar bands, muzikanten en cabaretiers zich kunnen aanmelden voor de "3FM BuZz Award" (voorheen bekend onder de naam Popslag) door een paspoort aan te maken en MP3's te plaatsen. Wekelijks selecteert de jury twee bands die vervolgens op 3FM te horen zijn. Bezoekers van OngekendTalent kunnen stemmen op hun favoriet en zo bepalen wie er doorgaat naar de maandfinale en de grote jaarfinale.
De BuZzAward heeft veel bekende bands voortgebracht. Formaties als BLØF, Total Touch, The Sheer, Coparck, Pete Philly, Nou En en Racoon maakten er ooit hun radiodebuut.
Drie jonge bands streden in de finale van 2005 voor het oog van drie kritische juryleden en een enthousiast publiek. De opdracht was om een liveoptreden te geven, dat bestond uit een eigen nummer en een originele vertolking van Watskeburt?!. De jury bestond uit voorzitter en popjournalist Leon Verdonschot, rapper P. Fabergé van De Jeugd van Tegenwoordig, en singer/songwriter J. Perkin. Deze finale werd gewonnen door de band Roosbeef uit Duiven.

### De Conciërge van het Jaar Award
De verkiezing van de "Conciërge van het Jaar" werd georganiseerd door BuZz en de website Scholieren.com. 500 conciërges van middelbare scholen streden om de titel "Conciërge 2005" en 35.000 scholieren brachten via de bijbehorende website hun stem uit.
In 2005 werd deze gewonnen door Germ van de Sluis, hij werd in BuZz verkozen. Hij liet in de live-uitzending de andere twee finalisten, Inne Bilker van het Dockinga College en Henry van Houtum van het Jacob-Roelandslyceum, achter zich. De finalisten werden getest op hun vaardigheden als conciërge. Conciërge Germ van der Sluis voelde tijdens de twee uur durende uitzending dat het er deze keer echt om ging. Tijdens de uitzending, twintig minuten voordat hij werd bekroond als Conciërge 2005, was hij doodnerveus, zo gaf hij aan. BuZz organiseert ook jaarlijks de verkiezing van "Docent van het Jaar".

### Express
Express is een wedstrijd waarbij scholieren van middelbare scholen uit heel Nederland radio moeten maken. Deze wedstrijd ging in 2005 van start in samenwerking met stichting Save the Children. Scholieren moesten toen in groepjes van maximaal 6 personen een radio-uitzending van 5 items maken. Elk item mocht maximaal 4 minuten lang zijn en moest over het leven van scholieren gaan, maar ook de link leggen naar jongerenrechten overal ter wereld. De winnaars wonnen een reis van een week naar Zuid-Afrika, waar ze tevens radio moesten maken. Edo Berger vertegenwoordigde BuZz tijdens de reis. Verder was er iemand van het NRC (Sylvie Steffers), van Save the Children (Kariëna Rinsma) en een docent (Bob Kovel) mee. De vestiging het Nieuwe Eemland van het Meridiaancollege won de wedstrijd (Nick Egbers, Deborah Verheus, Patrick Ooms, Marsha Knoop).
In 2006 krijgt de wedstrijd een vervolg onder de noemer "Claim to Fame". Deze keer wordt er elke twee weken een radio-opdracht gegeven waar scholieren een invulling aan moeten geven. De maker van het beste item wint een MP3-recorder.

### Eindexamenjournaal
Elk jaar verzorgt het team van BuZz de Eindexamenjournaals. Dit begon ooit als bulletin op 3FM, maar is de afgelopen jaren gegroeid tot het middelpunt van de examennieuwsvoorziening. In 2005 was het BuZz Eindexamenjournaal elke examendag te beluisteren op Radio 1 en vier keer per dag op 3FM. Ook op televisie waren de journaals te bekijken (op Nederland 1) en tevens waren ze te lezen in het dagblad Sp!ts. Het Eindexamenjournaal wordt op de radio gepresenteerd door Marc de Hond en Astrid de Jong, de tv-presentatie was in 2005 ook in handen van Marc. BuZz werkt daarbij samen met het LAKS. Tijdens de eindexamenperiode werkt BuZz mee aan de grootste examensite, Eindexamen.NU.

## Multimedia
De site BuZz.nl is opgezet om luisteraars actief te betrekken bij de uitzendingen. Zo is er bijvoorbeeld de BuZzlog waarop alle medewerkers van BuZz doorlopend berichten plaatsen. Opmerkelijke voorvallen tijdens interviews, opvallende nieuwsberichten, leuke websites, een idee voor de uitzending of een uitgesproken mening, je ziet het allemaal langskomen. Op elk bericht kan gereageerd worden.
BuZz wordt ook via podcast aangeboden. Het programma was medio 2005 een van de eerste landelijk uitgezonden programma's die via deze manier aan de luisteraar werden aangeboden. BuZz produceert ook de OngekendTalent-podcast - een speciaal podcastprogramma voor de NCRV-site OngekendTalent.nl. De presentatie van deze podcast is in handen van Luuk Ikink.